# Dacrycarpus vieillardii
Dacrycarpus vieillardii — вид хвойних рослин родини подокарпових.
Видовий епітет вшановує французького ботаніка Eugene Vieilard (1819—1896).

## Опис
Дерево, що досягає висоти до 25 м. Кора важка, відлущується на малі смуги, темно-коричнева, але стає сірою з віком, злегка волокниста або гранульована всередині. Насіння яйцювате або кулясте, довжиною 5,5-6 мм і 4 мм в діаметрі.

## Поширення, екологія
Країни поширення: Нова Каледонія. Цей поширений вид розкиданий по всій південній та центральній Новій Каледонії зустрічається на висотах від 150 до 500 м над рівнем моря. Росте в рівнинних лісах на ультраосновних ґрунтах, особливо по берегах річок і у вологих западинах.

## Використання
Немає комерційного використання цього дерева на о. Нова Каледонія.

## Загрози та охорона
Немає великих загроз цьому виду. Цей вид росте в охоронних районах, таких як фр. Montagne Des Sources.